# Che-šen
Che-šen (1750 – 22. února 1799) byl mandžuský úředník dynastie Čching. Jeho rodina patřila k Červené korouhvi. Byl synem důstojníka a po studiu se v roce 1772 připojil k císařskému dvoru jako gardový důstojník.
Ve věku 25 let upoutal Che-šen pozornost císaře Čchien-lunga. Jeho feminní charisma, krásná postava s hladkou pokožkou a úzkými rudými rty vyvolaly pověsti o motivech císařova zájmu o mladého muže. Říkalo se také, že kvůli vizuální podobnosti si císař spojil Che-šena s reinkarnací konkubíny, kterou kdysi v mládí překvapil při líčení, a tím ji kompromitoval natolik, že spáchala sebevraždu. Probuzené pocity viny by mohly vysvětlit, proč císař svého oblíbence zasypal přízní.
Che-šen brzy udělal úžasnou kariéru a přes řadu důležitých funkcí se dostal až na pozici velkého tajemníka a byl jmenován baronem. Roku 1777, ve věku 27 let, mu bylo uděleno privilegium obvykle vyhrazené starým a zvlášť zaslouženým úředníkům: směl jezdit po Zakázaném městě na koni. V roce 1780 ho Čchien-lung poslal do provincie Jün-nan jako císařského zvláštního vyslance bojovat proti korupci a o rok později Che-šen potlačil muslimskou vzpouru v Kan-su. V roce 1790 Che-šen dále posílil své vazby na císaře tím, že oženil svého syna s císařovou nejmladší dcerou.
Vědom si panovníkovy přízně si Che-šen užíval téměř neomezenou svobodu jednání a zneužíval své mocenské postavení k obohacení sebe a svého klanu. Zejména hrál klíčovou roli v korupci, která se rozmohla na konci císařovy vlády a vykořisťoval lid, praktikoval vydírání ve velkém měřítku, zpronevěřoval státní prostředky a nechal si státem platit své závazky. Tím pak chyběly finanční prostředky na důležité infrastrukturní projekty, jako je výstavba hrází, co vedlo k záplavám Žluté řeky. Především však popudil velkou část populace proti císařskému dvoru a přispěl ke vzniku nepokojů a povstání. Ale také jejich potlačení použil k dalšímu obohacení. Jen při taženích proti vzbouřencům ze sekty Bílého lotosu údajně vydělal několik milionů stříbrných tím, že vyúčtoval náklady, které nevznikly.
Po formální abdikaci v roce 1796 využíval císař svého oblíbence k efektivnímu udržení moci v rukou a zejména k prosazování své vůle proti svému nástupci Ťia-čchingovi. Po Čchien-lungově smrti v roce 1799 však Che-šen upadl v nemilost. Nový Syn nebes nechal konfiskovat jeho nelegálně nashromážděných 800 milionů stříbrných, což byl ekvivalent 14 let císařského příjmu. Obvinil ho také z 20 trestných činů a nakonec ho přinutil spáchat sebevraždu.
Che-šen je v čínském prostředí dodnes považován za ztělesnění a symbol korupce.